# 福井県営球場
福井県営球場（ふくいけんえいきゅうじょう）は、福井県福井市の福井運動公園内にある野球場である。福井県が運営管理している。

## 歴史

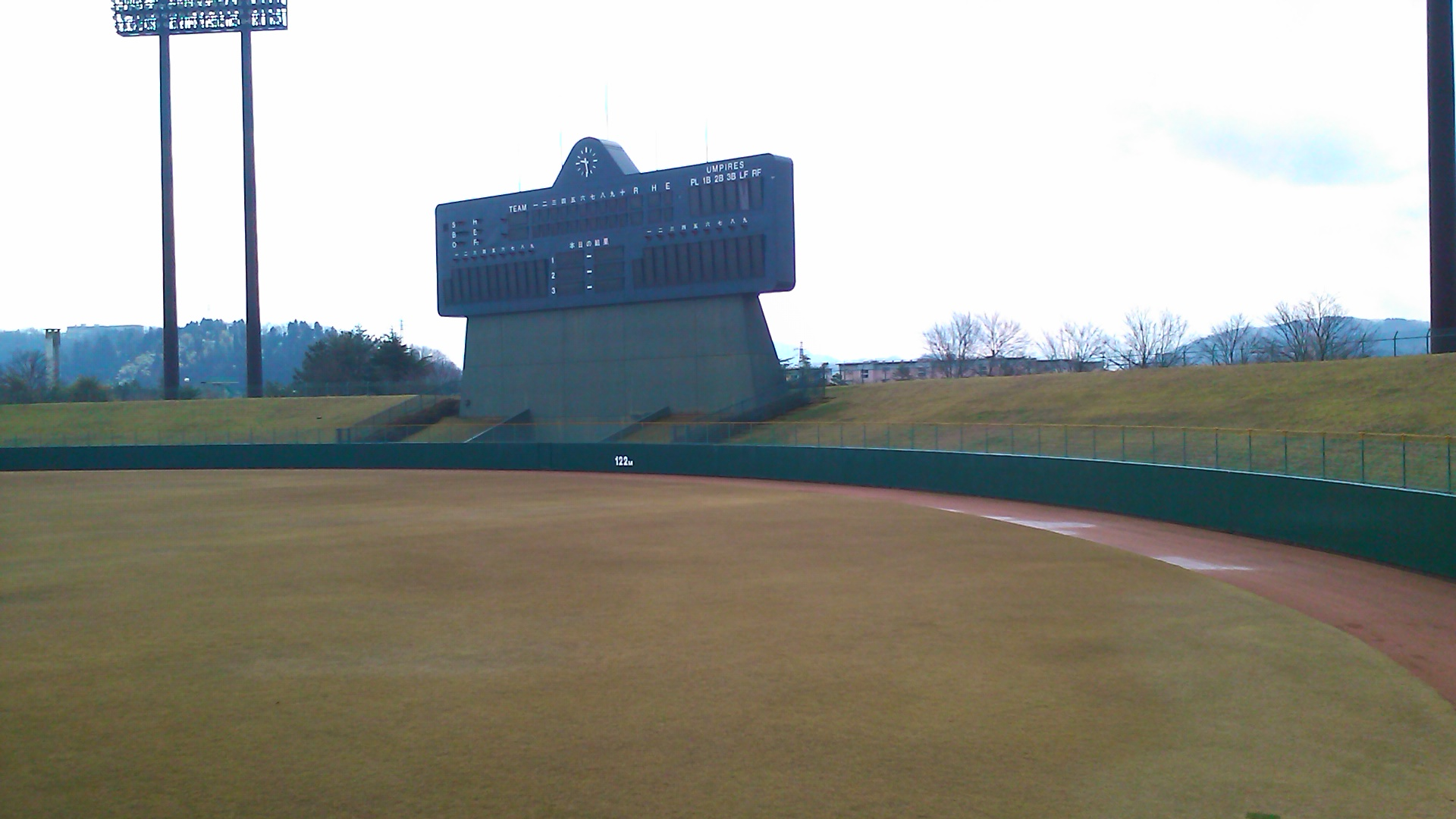
フェンス・電光掲示板

1967年8月9日に開場。以来高校野球などアマチュア野球公式戦が行われている。プロ野球公式戦も年間2、3カード開催される。
2007年まではセントラル・リーグ所属の中日ドラゴンズが北陸シリーズと称し、金沢や富山での試合に前後して毎年公式戦を開催していた。2008年以降本球場での中日主催試合は行われなくなっていたが、2018年5月8日の対東京ヤクルトスワローズ戦で11年ぶりに開催された。また、読売ジャイアンツや広島東洋カープも不定期に主催試合を行っている他、千葉ロッテマリーンズも公式戦の開催実績がある。
2008年より2021年まで、ベースボール・チャレンジ・リーグの福井ミラクルエレファンツ→福井ワイルドラプターズが主催試合を開催していた（後述の改修工事に伴い、2015年は試合開催がなかった）。日本海オセアンリーグに所属リーグが変わり、福井ネクサスエレファンツとなった2022年も主催試合が実施された（そのほか、セントラル開催方式による他球団ホーム試合もあり）が、同年シーズンをもって福井球団は活動を休止した。
1990年、大規模な改築工事で設備を拡充。スタンド改築、フィールド拡張、照明設備の設置、スコアボードの磁気反転化などが行われた。以後、10年に1回、スコアボードなど設備の点検、改装などを行っている。
2012年、県は2018年の第73回国民体育大会に向けた福井運動公園の改修計画を発表し、県営球場については芝の張り替えを実施するとした。実際の工事は平成26年度（2014年）から28年度（2017年3月まで）の間に実施される。
2024年5月、セーレンがネーミングライツを取得し、「セーレン・ドリームスタジアム」となった。

## 主なエピソード
1969年5月5日
中日ドラゴンズ対広島東洋カープ6回戦で、星野仙一がプロ初勝利を記録。
1971年5月20日
読売ジャイアンツ対ヤクルトアトムズ戦で、5-2とヤクルトが3点リードで迎えた9回裏、巨人の最後の攻撃で1点を返した後、広野功が史上3人目となる代打逆転サヨナラ満塁本塁打を右翼スタンドに放ち、7-5で巨人が逆転勝ちを収めた。
1985年6月13日
読売ジャイアンツ対ヤクルトスワローズ12回戦の7回裏、川相昌弘が阿井英二郎から犠牲バントを記録。これが川相のプロ野球選手として一軍公式戦で初の犠打で、2006年10月15日にナゴヤドームで開催された引退試合までに通算533個をマークした。また、この試合では斎藤雅樹が初完投・初完封勝利を飾っている。
1994年5月22日
広島東洋カープ対横浜ベイスターズ戦で、正田耕三が1000試合出場を達成。
2009年9月2日
24年ぶりに読売ジャイアンツの主催試合（対戦相手は横浜ベイスターズ）が行われ、巨人がアレックス・ラミレスのサヨナラ安打により6-5で勝利した。
2011年8月30日
読売ジャイアンツ対横浜ベイスターズの19回戦を開催。3-0で巨人が勝利した。
2013年9月4日
読売ジャイアンツ対東京ヤクルトスワローズの18回戦の開催を予定していたが、雨天中止となった。

## その他
- 現時点では景観を守るための条例から広告の掲示を禁止している。
  - （第4章 景観形成の方針(基本方針)の③公共空間や建築物等を整備・誘導し、観光拠点としてのシンボル性を高めます）
    - ただし、プロ野球公式戦開催時限定で、広告が掲出される。

## 施設概要
- 両翼：100m、中堅：122m
- 内野：クレー、外野：天然芝
- 照明設備：6基
- 収容人員：22,000人
- スコアボード：LED式
- 外野席：芝生
- ブルペン：土

## 交通アクセス
- 京福バス 70・71系統（運動公園線）「運動公園南門前」下車。
- 他、福井運動公園#交通アクセスを参照。

## 公園内のその他の施設
- 福井運動公園陸上競技場（9.98スタジアム）
- 福井県営体育館（セーレン・ドリームアリーナ）